# Ludwig Ruff

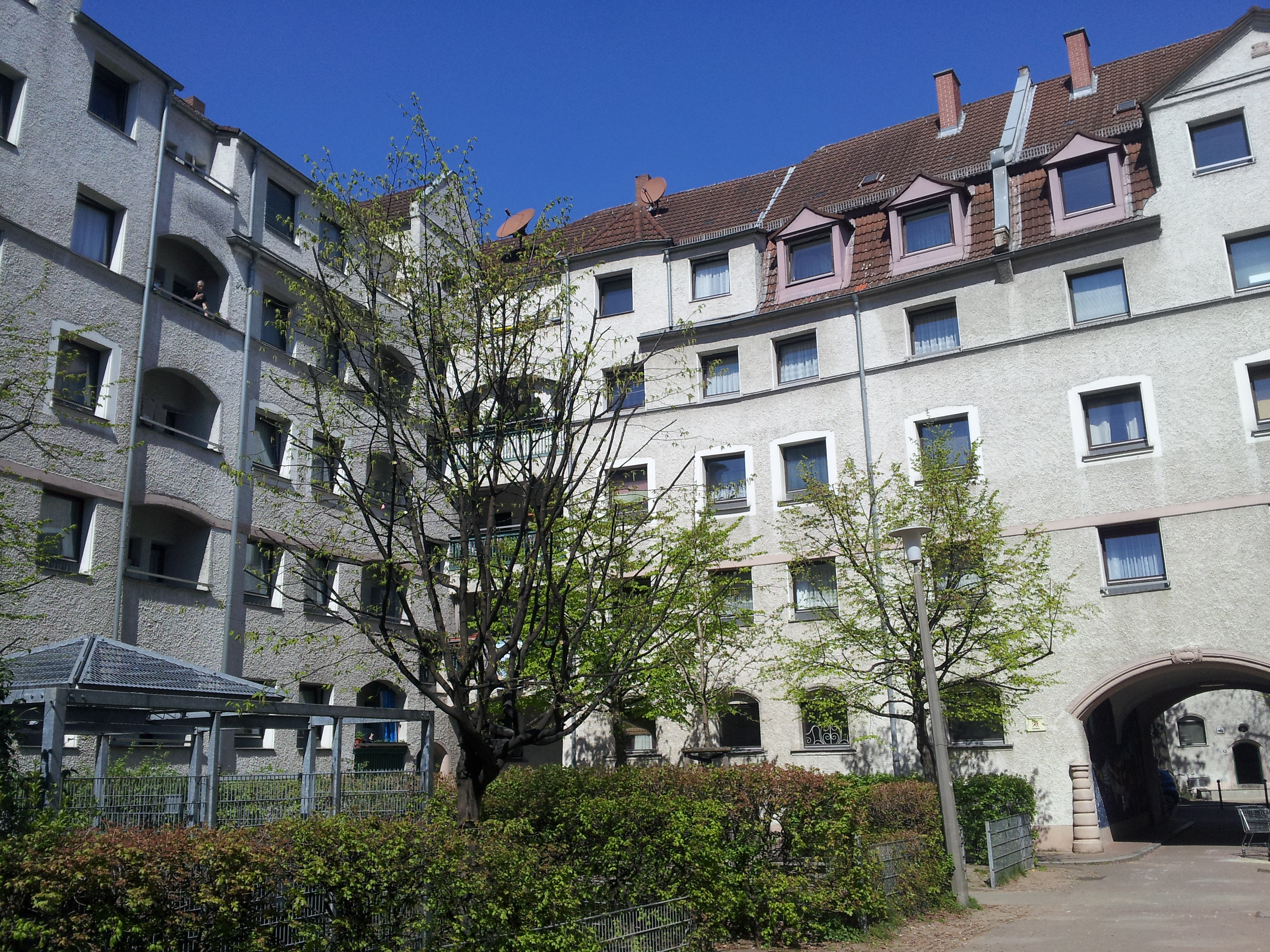
Dianablock (1909)

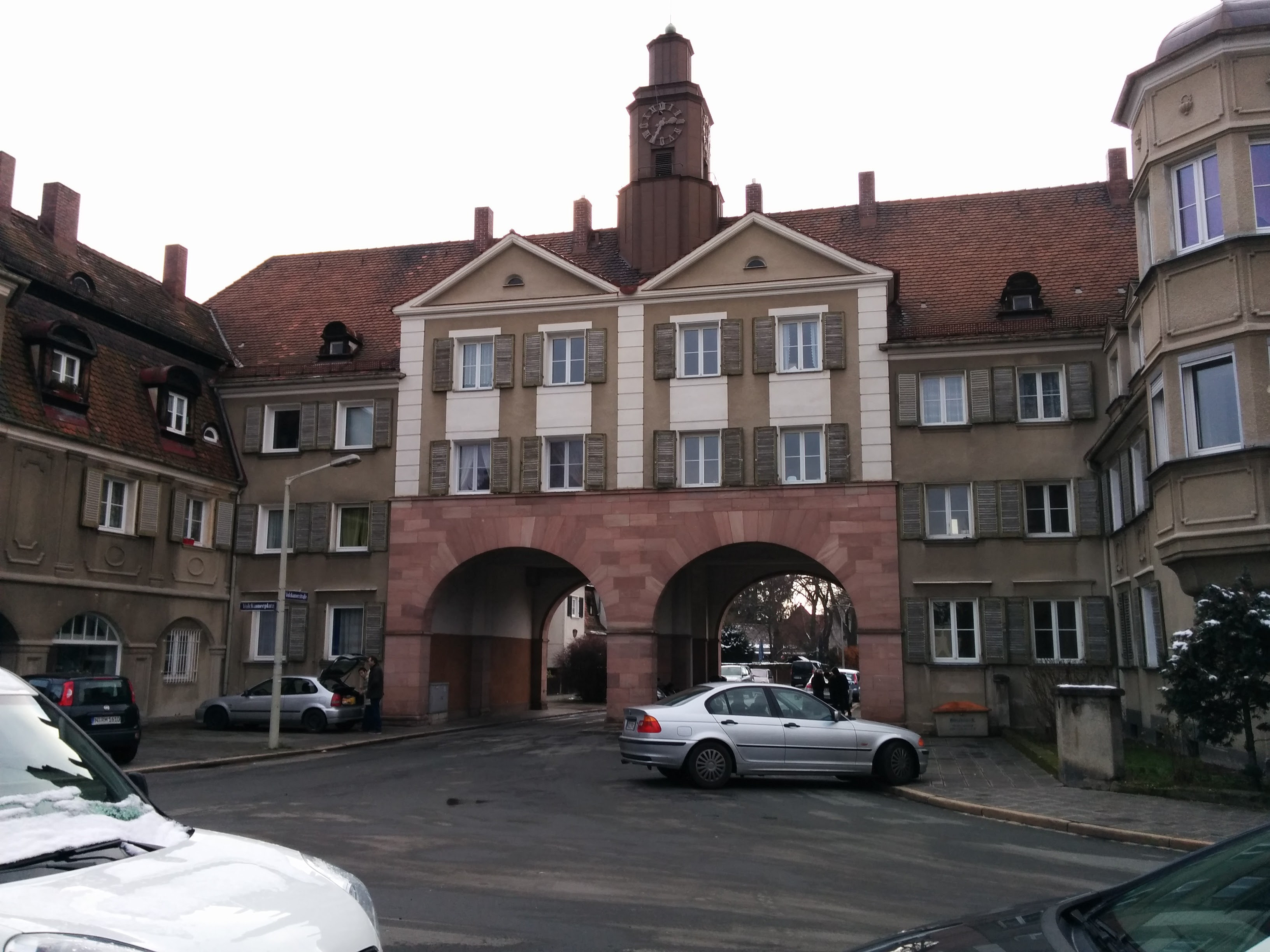
Torhaus Werderau (1910)

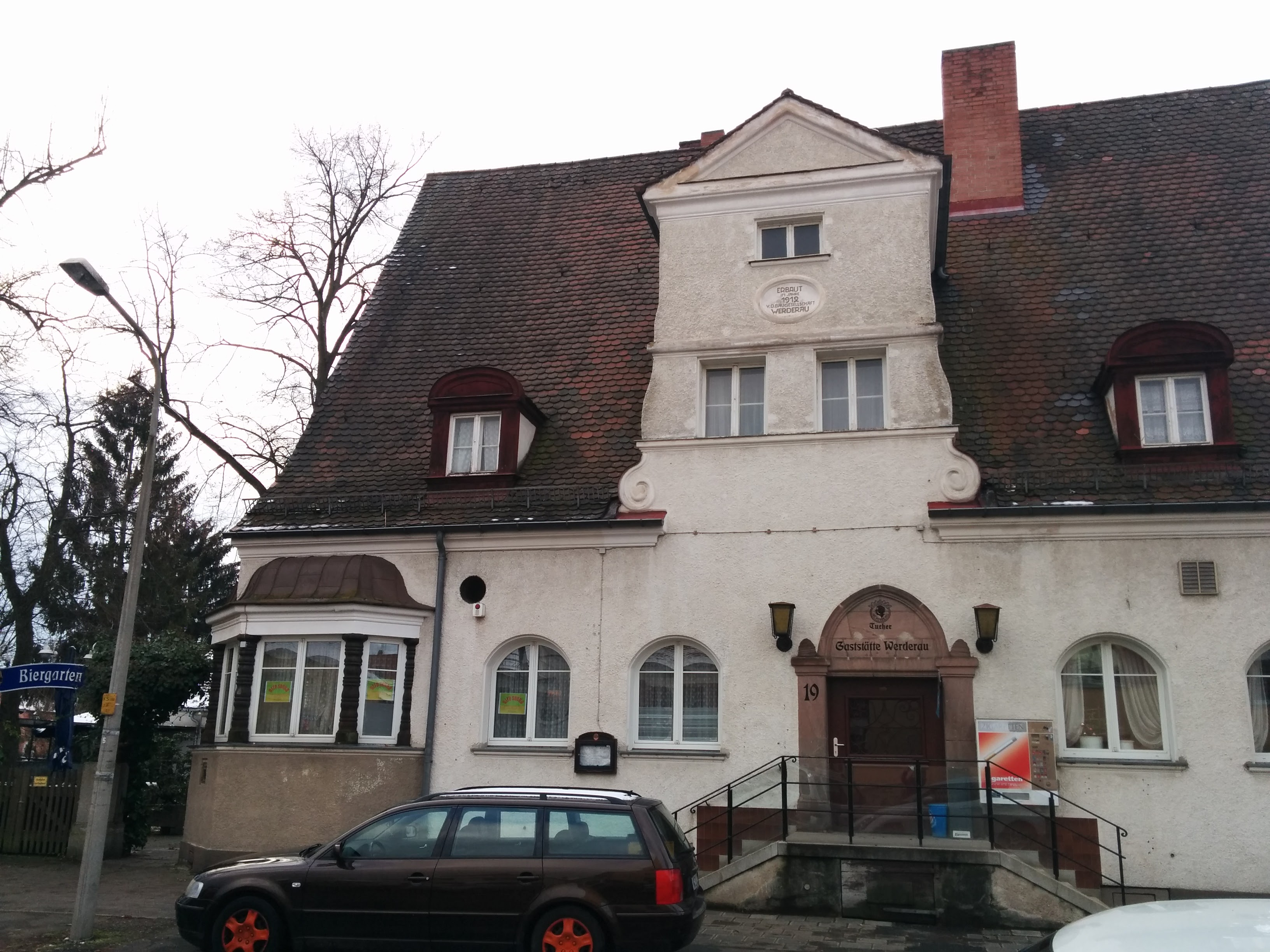
Gaststätte Werderau (1910)

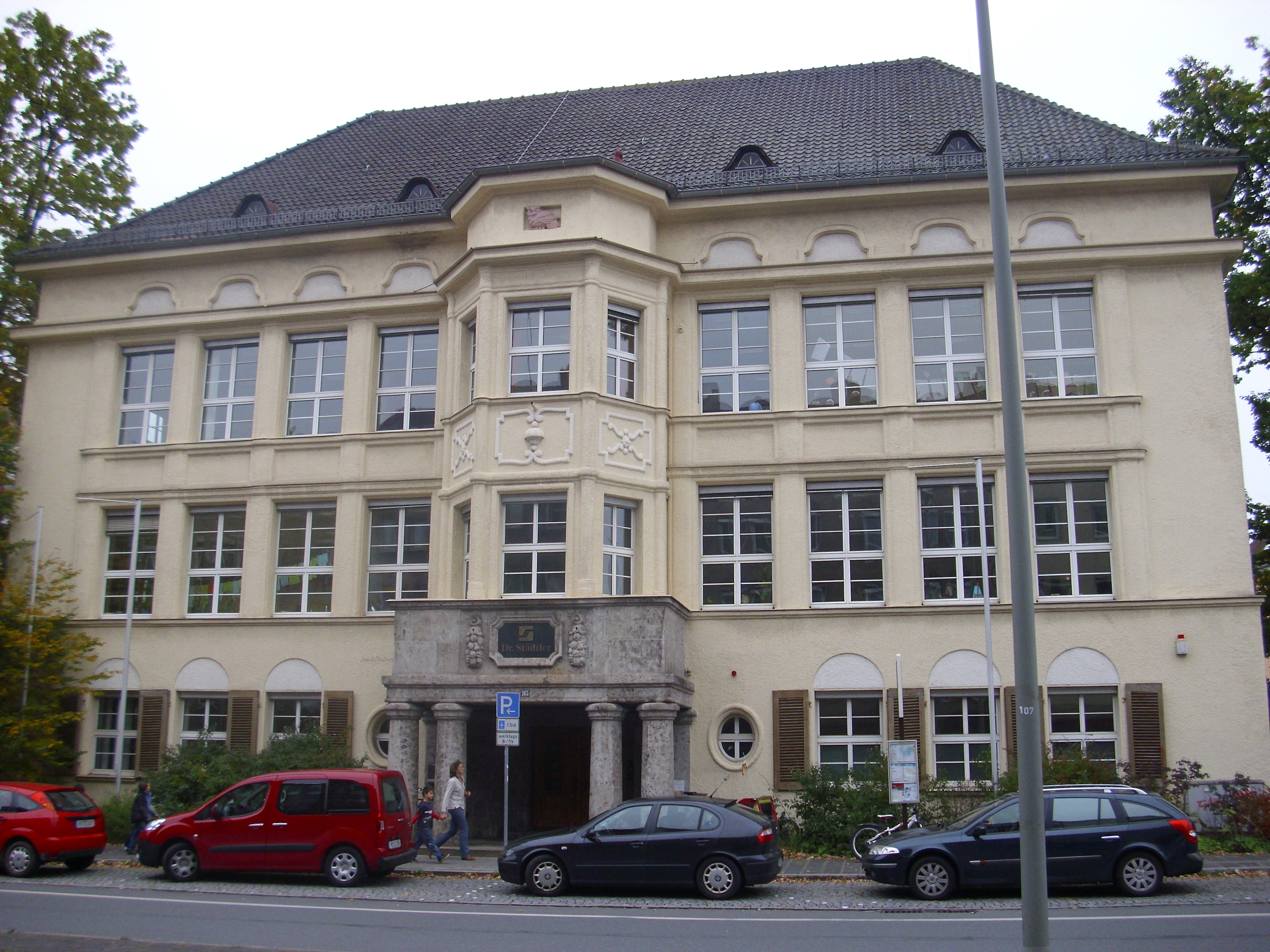
MAN-Werkberufsschule (1914)

Ludwig Ruff (* 29. Mai 1878 in Dollnstein; † 15. August 1934 in Nürnberg) war ein deutscher Architekt. Ruff begann im romantisierenden Gartenstadtstil, versachlichte in den 1910er Jahren seine Architektursprache und kam über eine gotisch-expressionistische Zwischenphase zu einer neoklassizistischen Überformung moderner Architekturformen, die bereits auf die Architektur im Nationalsozialismus hinführte, für die Ludwig Ruff auf staatlicher Ebene als stilbildend angesehen werden muss. Sein Werk wurde von seinem Sohn Franz Ruff weitgehend bruchlos fortgeführt.

## Leben
Der im mittelfränkischen Dollnstein geborene Ludwig Ruff ergriff wie sein Vater den Beruf des Bauhandwerkers, den er auch bei ihm erlernte. Im Alter von 16 Jahren ging er zur weiteren Ausbildung nach München. 1903 erhielt Ruff als Architekt eine Beschäftigung bei der Intendanturverwaltung des 1. Bayerischen Armeekorps in München. Bereits als 27-Jähriger gründete Ruff 1905 das Architekturbüro „Wildanger und Ruff“, mit dem er sich mit Niederlassungen in Regensburg und Straubing selbstständig machte.
Im Rahmen eines Wettbewerbs zur Planung einer Kleinwohnungskolonie im Stadtteil Gibitzenhof kam Ruff im Jahre 1908 nach Nürnberg. Für seinen Entwurf erhielt er den zweiten Preis. An der Errichtung dieser Siedlung war u. a. auch die Firma MAN beteiligt. Über diesen Anknüpfungspunkt erhielt Ruff erste Aufträge von MAN, entwickelte sich schließlich zum Hausarchitekten dieser bedeutenden Firma und war somit für deren gesamtes öffentliches Erscheinungsbild von der Architektur bis zum Design der diversen Firmenprodukte zuständig. Zu den bedeutendsten Bauwerken für die Fa. MAN zählten die Fortbildungsschule und Bibliothek an der Pillenreuther Straße in Nürnberg und das Duisburger Verwaltungsgebäude von 1916.
Die Gartenstadtsiedlung Werderau, die er von 1910 an für die MAN plante, wurde zu seinem Lebenswerk, das er dem Ziel einer Verbesserung der Wohnverhältnisse der MAN-Beschäftigten widmete. Für den MAN-Arbeiterring fertigte er Entwurfsplanungen auch ohne Honorar.
Für die Baugesellschaft „Haus und Garten“ plante Ruff einige Villen in der Erlenstegenstraße. Dabei beschränkte sich seine Arbeit nicht auf die Architektur; seine Leistungen umfassten auch die Gestaltung von Innenausstattung und Möbeln.
Seit 1910 war Ruff in der Nachfolge von Conradin Walther Professor für Architektur- und Möbelzeichnen an der Kunstgewerbeschule Nürnberg (die heutige Akademie der Bildenden Künste Nürnberg). Außerdem gründete er den Nürnberger Bund Deutscher Architekten (BDA). Nach dem Ersten Weltkrieg entwarf er mehrere Kriegerdenkmäler im fränkischen Raum. 
Ruff galt zwar als Vertreter eines monumentalisierenden neobarocken Baustils, der sich zunehmend Kompromissen in seiner Arbeit verweigerte. Trotzdem war er bei Bedarf auch in der Lage, anscheinend unvereinbare Baugesinnungen zusammenzubringen, wie die Beispiele des Ottonianums in Bamberg und des Phoebus-Palastes in Nürnberg belegen. Bei ersterem musste aus finanziellen Gründen ein ursprünglich in neobarocken Formen gehaltener Entwurf stark vereinfacht werden, was Ruff mit der Übernahme von Formen der neuen Sachlichkeit für die Gebäudehülle und einer reduzierten Innenausstattung mit neoromanischen Anklängen überzeugend gelang. Der zwischen Tradition und Moderne stehende Phoebus-Palast stieß auch in der Architekturkritik auf Anerkennung.
Über den fränkischen Gauleiter Julius Streicher lernte Adolf Hitler Ruff kennen und beauftragte ihn mit dem Entwurf eines modernen Amphitheaters in Nürnberg. Gemeinsam mit seinem Sohn Franz Ruff, der ebenfalls Architekt wurde, begann er im Jahr vor seinem Tod mit dem Entwurf der Kongresshalle („Kolosseum“) auf dem Nürnberger Reichsparteitagsgelände, dem größten erhaltenen Monumentalbau des Dritten Reiches. Den Standort am Dutzendteich hatte Ruff bereits vorher für eine Nürnberger Stadthalle vorgeschlagen. Bei der Vorlage der Entwurfspläne im Juni 1934 erklärte sich Hitler auch mit Baukosten einverstanden, die weit über die ursprünglich veranschlagte Höhe hinausgingen.
Am 15. August 1934 starb Ludwig Ruff überraschend an den Folgen einer Darmoperation in Nürnberg. Die Fortführung der Planung und Ausführung der Kongresshalle bis zu Baueinstellung 1943 übernahm sein Sohn.

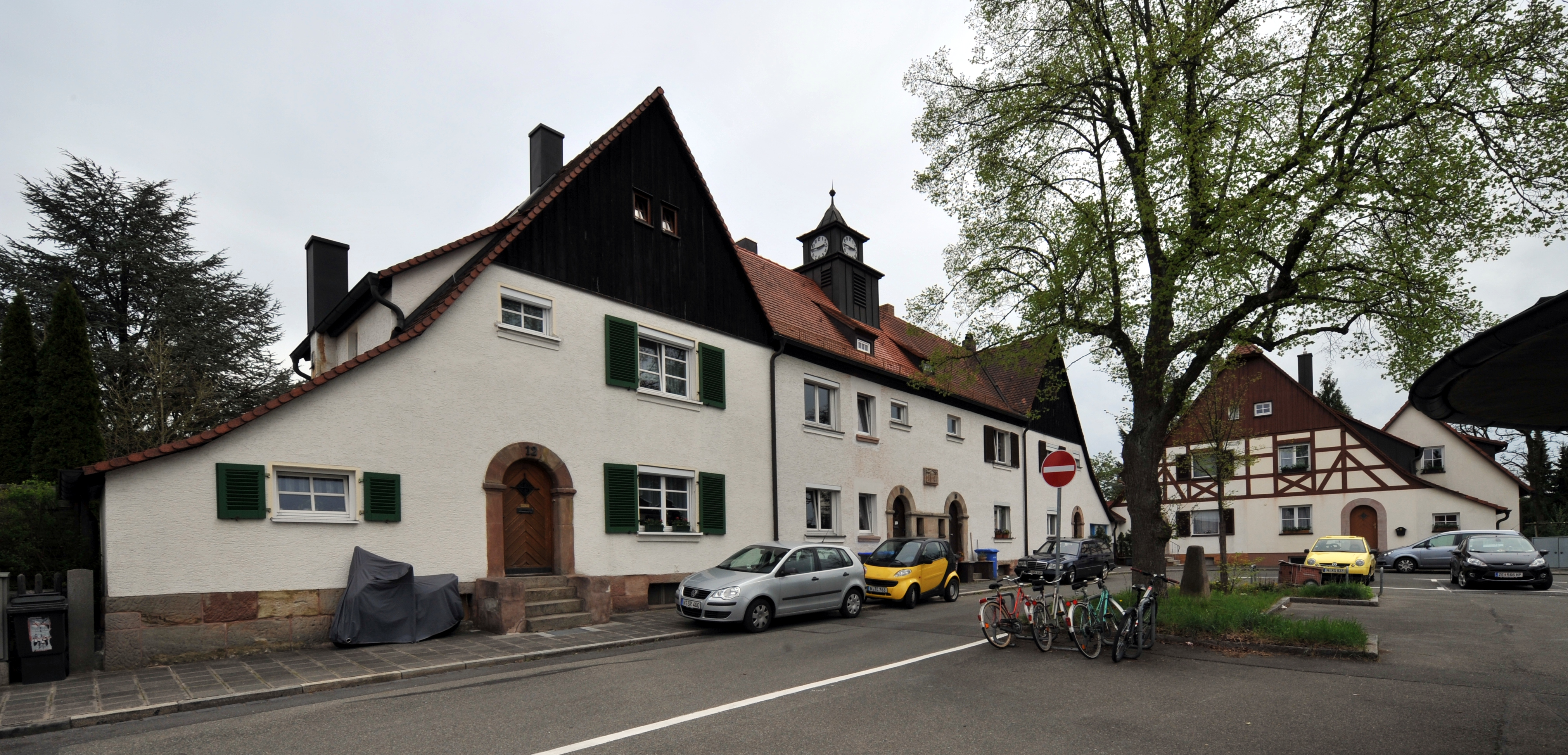
Siedlung Buchenbühl (1919)
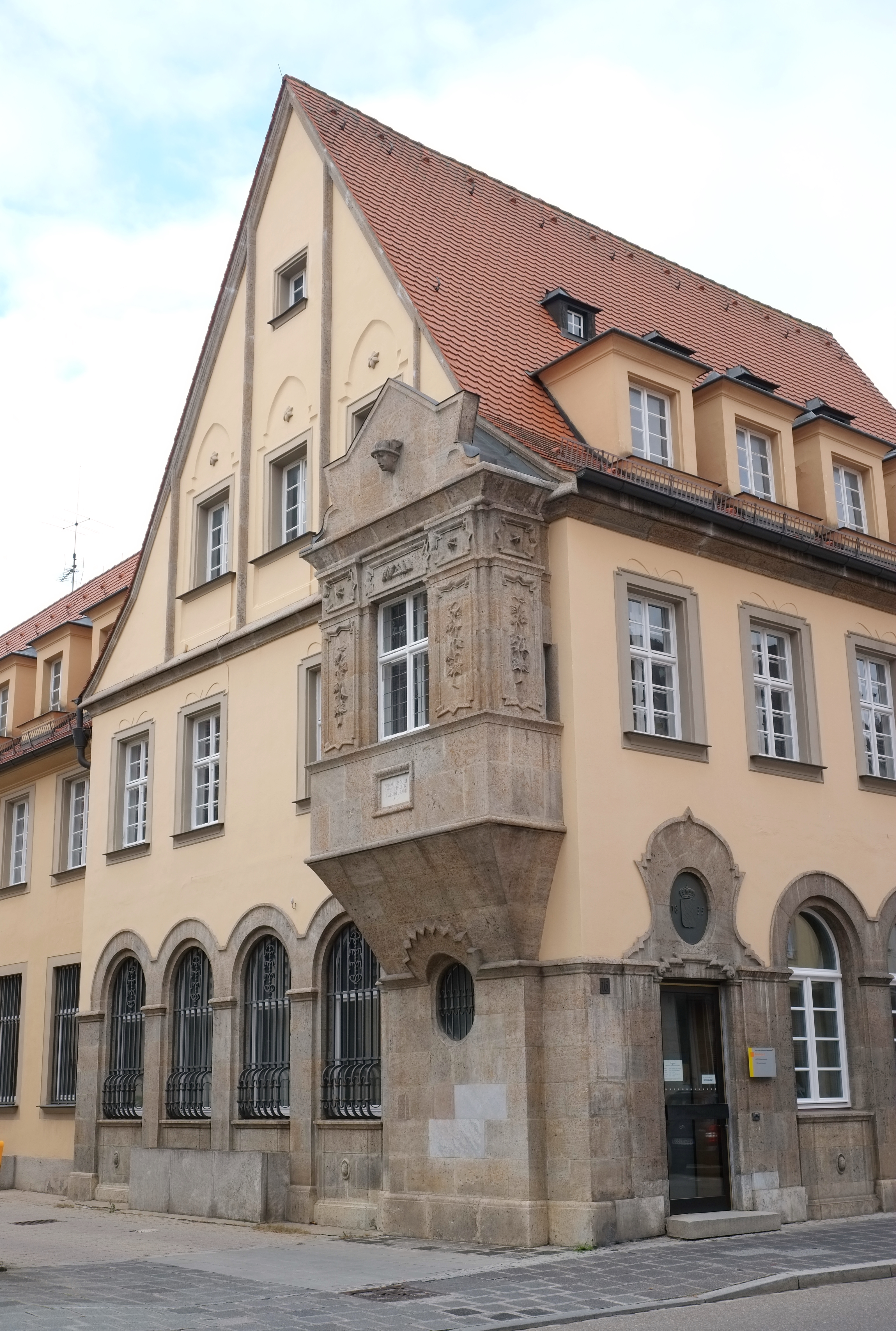
Bankhaus (1920–1921)
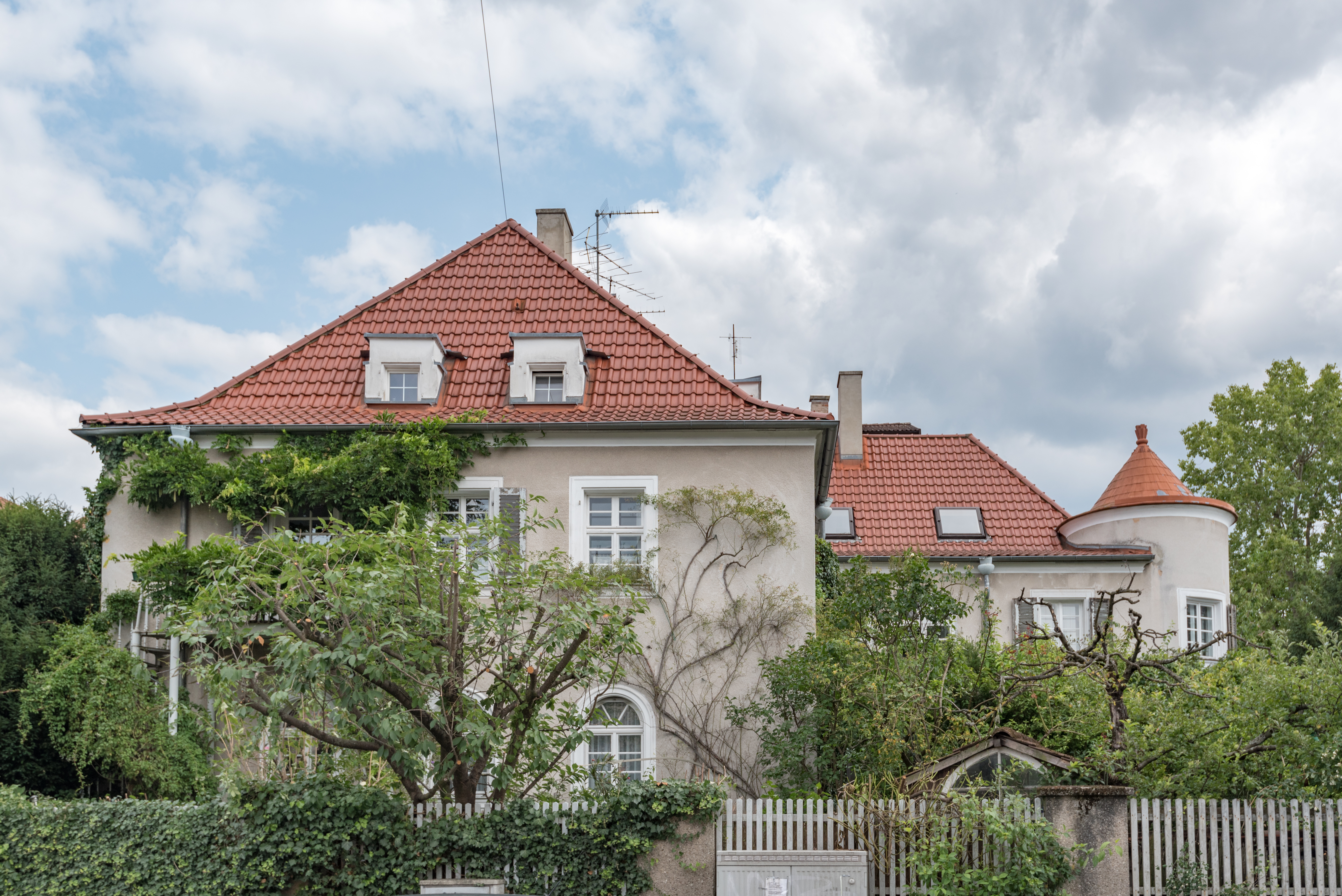
Villa (1923–1924)
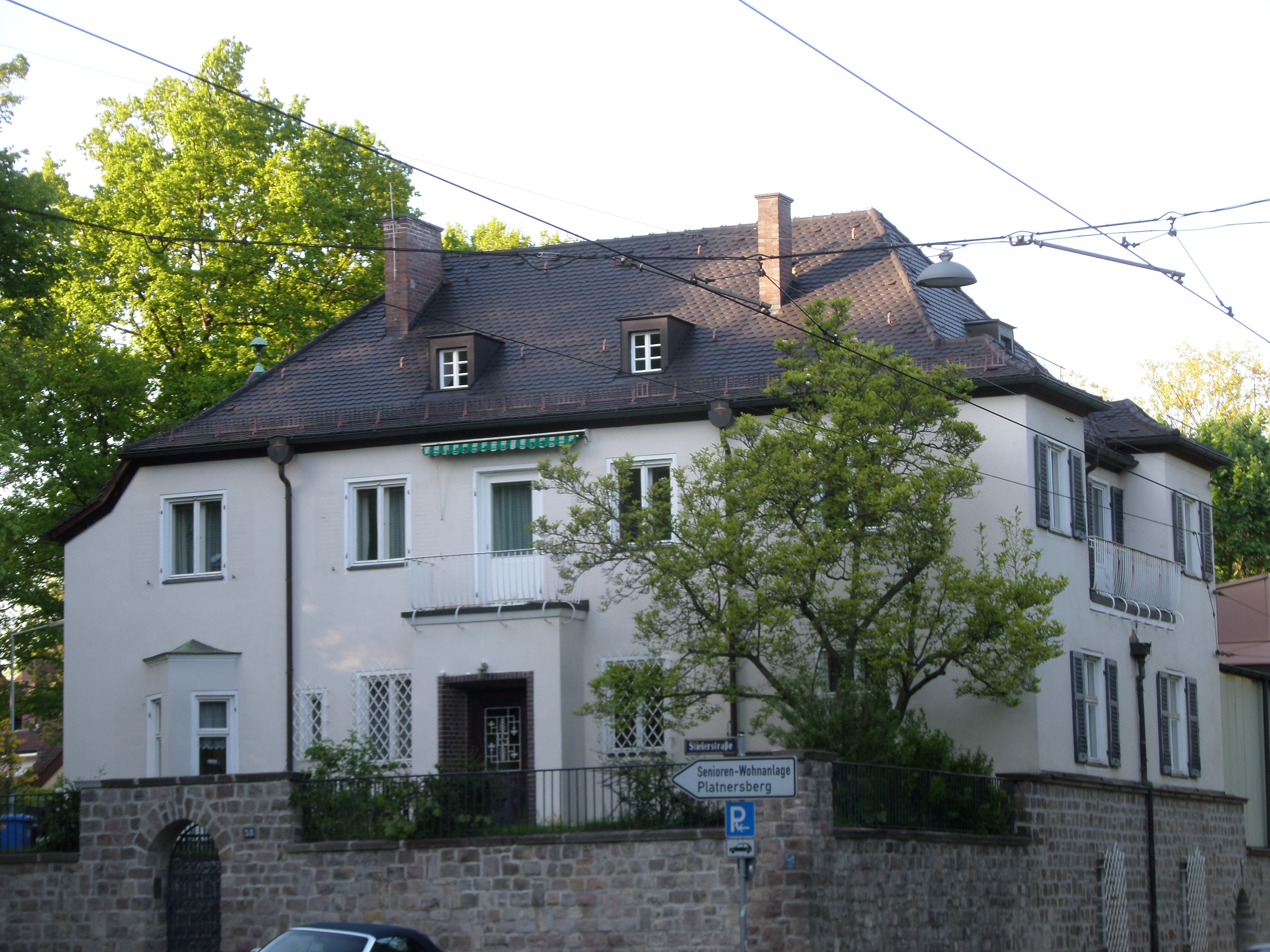
Arzthaus Erlenstegen (1924)
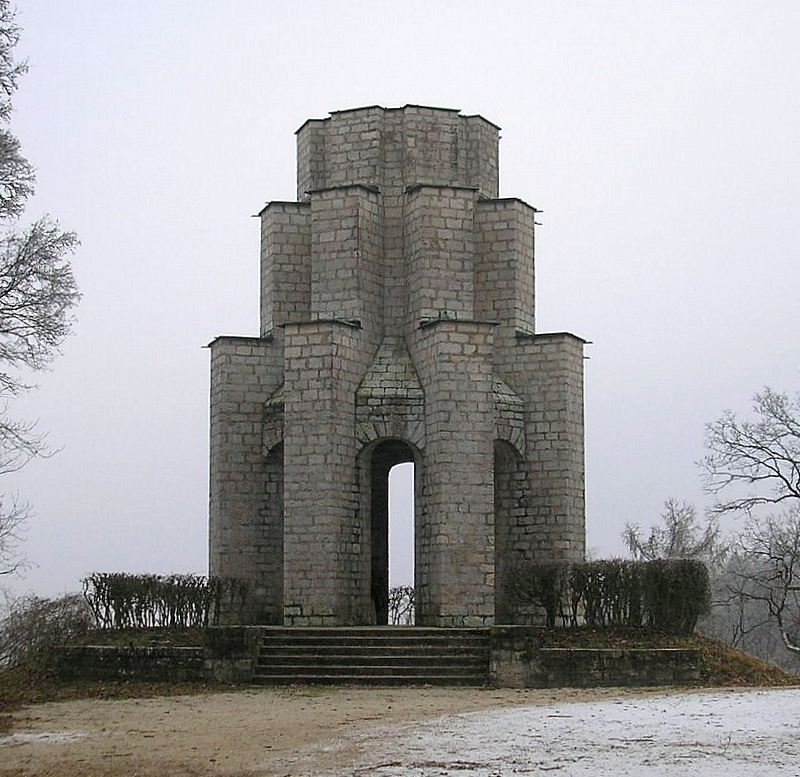
Kriegerdenkmal Treuchtlingen (1926)
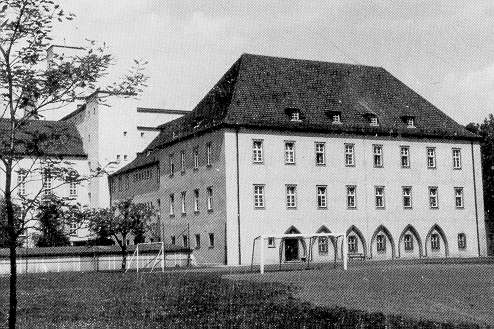
Ottonianum Bamberg (1927–1928)
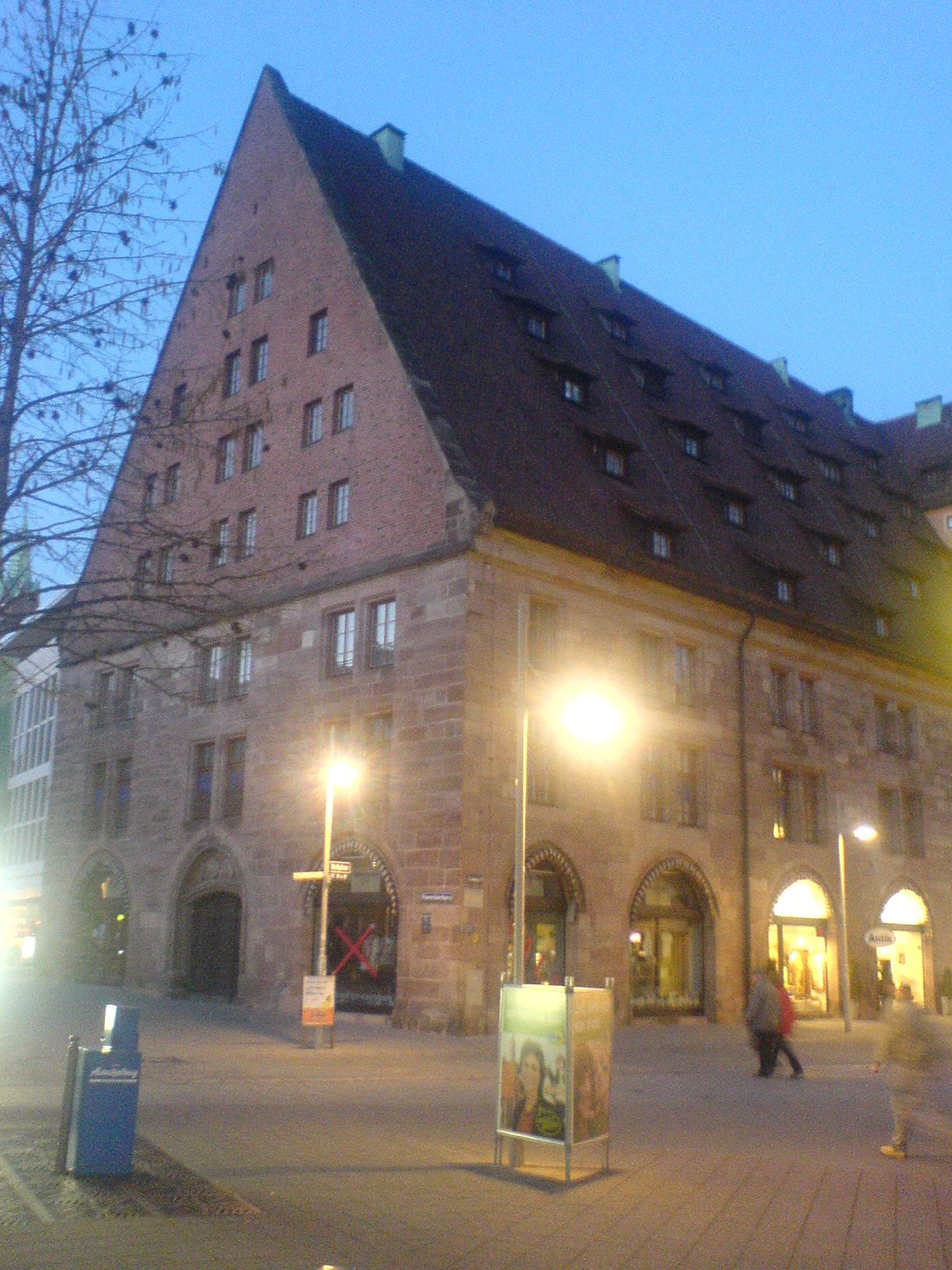
Mauthalle (Umbau 1928)
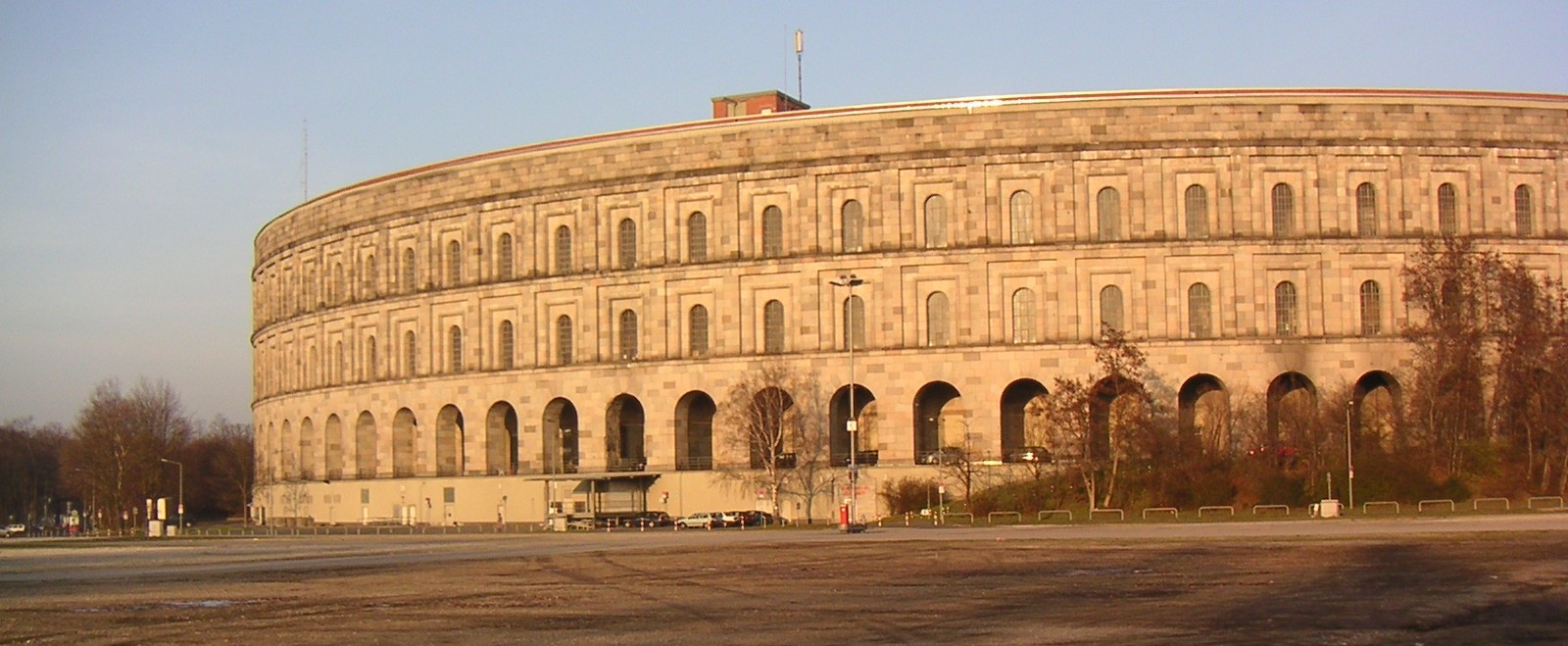
Kongresshalle (1934)

## Werke (Auswahl)
- 1909: Kleinwohnanlage Nürnberg-Gibitzenhof (Diana-Block) ⊙
- 1910: Landhaus für den kaiserlich-russischen Vizekonsul Walter von Praun[2] ⊙
- 1910: Landhaus Paul Hiltermann[2] ⊙
- 1911: Haus des Gartenbaubetriebes Möhl & Schnizlein[2] ⊙
- 1911: Gartenstadt Nürnberg-Werderau[3] ⊙
- 1912–1913: Villa Löwengart in Fürth ⊙
- 1913: Doppelvilla für den Magistratsrat Johannes Merkel[2] ⊙
- 1914: Umbau des Apollo-Theaters in Nürnberg (kriegszerstört)
- 1914: MAN-Werkberufsschule (heute Jenaplan-Schule Nürnberg) ⊙
- 1919: Siedlung Buchenbühl⊙
- 1920: Bankgebäude in Weißenburg in Bayern ⊙
- vor 1922: Bayerische Diskonto- und Wechselbank A.G., Filiale Straubing
- vor 1922: Bayerische Diskonto- und Wechselbank A.G., Filiale Pfaffenhofen
- vor 1922: Pfälzische Bank A.G., Filiale Nürnberg
- vor 1922: Verwaltungsgebäude des Werkes Duisburg-Mannheim der MAN
- 1923: Kriegergedächtnisstätte Weißenburg ⊙
- 1923–1924: Villa in St. Johannis (Nürnberg) ⊙
- 1924: Haus Dr. Gerting in Erlenstegen ⊙
- 1924: Wohnhaus in Erlangen ⊙
- 1926: Kriegerdenkmal in Treuchtlingen ⊙
- 1926: Kriegerdenkmal in Hersbruck ⊙
- 1927: Phoebus-Palast in Nürnberg, Königstorgraben 11, damals mit 2043 Sitzplätzen das größte Kino in Franken und eines der größten in Deutschland (ca. 1972 abgerissen)[4]
- 1927–1928: Ottonianum in Bamberg ⊙
- 1929: Umbau des Städtischen Mautkellers Nürnberg zur Gastwirtschaft ⊙
- 1929: Umbau der Villa Spaeth für den Frankfurter Kaufmann Paul Simon
- 1934: HJ-Heim in Bamberg, Heinrichsdamm (zusammen mit Franz Ruff)
- 1934: Umbau der Cramer-Klett-Villa in Nürnberg, Cramer-Klett-Straße 4, zum Wohnsitz des Gauleiters Julius Streicher (kriegszerstört)
- 1934: Planungen für die Kongresshalle Nürnberg ⊙

## Belege
1. ↑  Thomas Heyden: Ludwig Ruff (1878–1934). Des Führers zweiter Baumeister. In: Bauen in Nürnberg 1933–1945. Architektur und Bauformen im Nationalsozialismus. Eine Ausstellung des Stadtarchivs Nürnberg. Tümmels, Nürnberg 1995, ISBN 3-921590-38-8, S. 180 ff.
2. 1 2 3 4 5  Sebastian Gulden: Die Kunst des schönen Heims.
3. ↑  Richard Woditsch (Hrsg.): Architekturführer Nürnberg. DOM publischeres, Berlin 2021, ISBN 978-3-86922-276-9, S. 225f.
4. ↑  zeitgenössische Abb. in: Walter Müller-Wulckow: Deutsche Baukunst der Gegenwart. Bauten der Gemeinschaft. Langewiesche Verlag, Königstein/Taunus / Leipzig 1929, S. 66.

- Karte mit allen Koordinaten:
- OSM |
- WikiMap

| Personendaten    | Personendaten       |
| ---------------- | ------------------- |
| NAME             | Ruff, Ludwig        |
| KURZBESCHREIBUNG | deutscher Architekt |
| GEBURTSDATUM     | 29. Mai 1878        |
| GEBURTSORT       | Dollnstein          |
| STERBEDATUM      | 15. August 1934     |
| STERBEORT        | Nürnberg            |